# Scalpellum nettlebladti
Scalpellum nettlebladti är en kräftdjursart som beskrevs av Noelting 1886. Scalpellum nettlebladti ingår i släktet Scalpellum och familjen Scalpellidae. Inga underarter finns listade i Catalogue of Life.